# 林贝 (马拉维)
林贝（Limbe）是马拉维的一个小镇，位于南部区的布兰太尔县。本区是马拉维铁路的一个车间和运营中心。
林贝在布兰太尔东部约11千米，于1909年建立。

## 经济
马拉维商业银行的首家分行是于1970年4月11日在林贝成立的。本地是马拉维药房有限公司的总部，也是依莱沃糖业公司在马拉维地区的总部。此外，该地有大量中国国有企业的投资项目。